# Flawedo

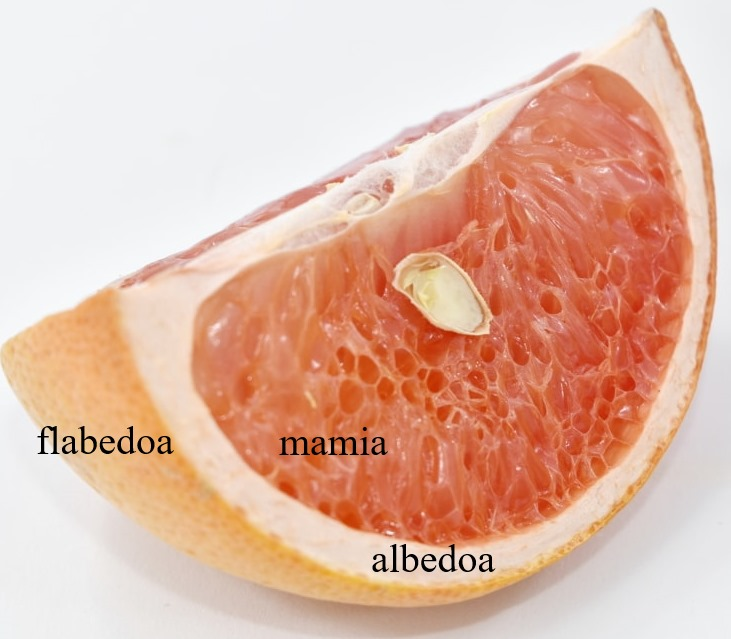
Przekrój przez grejpfruta

Flawedo – egzokarp (zewnętrzna warstwa) owoców cytrusowych. Jest zbudowany ze zgrubiałych komórek o niezdrewniałych ścianach, pomiędzy którymi znajdują się przestwory wypełnione olejkami eterycznymi.